# Claudio Ribeiro
Claudio Ribeiro, (Porto Alegre, Brasil, 1958) es un director de orquesta brasileño.

## Biografía
Cláudio Ribeiro recibió por primera vez el Diploma en la música en (1982) de la Universidad Federal de Rio Grande do Sul . Tras esta carrera ha ejercido un mayor desarrollo de su realización y la maestría musical en Europa, en primer lugar estudiando en los Cursos de Conductor de Hilversum Internacional (Holanda) y luego a estudiar con Gennadi Rozhdestvensky en la Academia Chigiana de Siena (Italia). También posee Diploma en la Ópera Lírica de la Accademia di Osimo (Italia) y un Master Degree en Música de la Lamont School of Music , Universidad de Denver (EUA). 
Él fue el ganador del segundo Concurso Nacional de Jóvenes Directores (1983), (Brasil). Comenzó su carrera internacional como director en 1984 abarcando tanto el repertorio sinfónico y de ópera. En 1993 fue nombrado Director Musical de la Orquesta de Cámara de Blumenau (Brasil), que duraría hasta el año 2000, incluyendo un viaje a Alemania. Durante este período también ocupó el cargo de Director Musical de la Orquesta Sinfónica de Porto Alegre (Brasil) (1995-1998) . En los Estados Unidos fue director invitado de la Orquesta Sinfónica de Lamont, de Universidad Denver (2006), Especial Director Invitado de la Filarmónica de Denver, 2006/07 , y Adjunto al Director de la Orquesta de Jóvenes Artistas de Denver (2006). 
Acerca de otro distinguidas orquestas que Cláudio Ribeiro ha sido conductor : Orquesta Sinfónica do Paraná (Brasil) , Orquesta Sinfónica de Minas Gerais (Brasil) (1997, 2000, 2002), Orquesta Filarmónica de Ruse (Bulgaria) (1988), Deutsche Kammerakademie (Alemania) (2007), Orquestra Metropolitana de Lisboa (1997), Orquesta del SODRE (Uruguay) (2003, 2004, 2006), Orquesta Sinfónica Nacional (México DF) (1998), Orquesta Filarmonica di Torino (Italia) (1997 ); Elkart Orquesta Sinfónica (EE. UU.) y Orquesta de Cámara Sacra Música (2006) (EUA)). 
Como Director de Orquesta , hizo presentaciones con Misha Maisky (chelo), Hagai Shaham (violín), Ingrid Haebler (piano), Nelson Freire (piano), Katia Ricciarelli, Montserrat Caballé, Kiri Te Kanawa .

## Actual
Desde el 1984 Cláudio participa de la Universidade Federal do Rio Grande do Sul (Brasil). Hizo parte de la banca de avaliación de Michele Pittaluga International Classical Guitar Competition (Italia -1998).
Claudio Ribeiro estrenó para TV:
- Bavarian Broadcast (Alemania) (1993)
- RAI (Milano) (1988)
- Newman Center (Denver, EUA) (2007-2008)

Claudio Ribeiro ha publicado en Goldberg Editions sus composiciones.
Desde el 1999 sigue trabajando en su proyecto Complexo Musical Internacional presentado a Ministerio de la Cultura de Brasil. Es director de Instituto Musica, un organismo no-governamental brasileño para promoción de la música y sus interacciones culturales.

## Discografía
CD:
- Las quatro estaciones porteñas, Astor Piazzolla, Orquestra de Cámara de Blumenau, Paulinas/COMEP 6594-3, S. Paulo, 1994 -
- Momentos, Orq. Cam. Blumenau, RGE 342.6182, S.Paulo, 1993.
- Momentos de Paz, Or. Cam. Blumenau, Paulinas/COMEP 6895, S. Paulo, 1996.
- Momentos II, Or. Cam. Blumenau, CD Acit 74033060, Caxias do Sul, RS, 1996.
- Guest Conductor - Music of Bruno Kiefer (1986)
- Orquestra Sinfônica de Porto Alegre - Nova Música do Rio Grande do Sul (1998).
- Guest Artist – Bach 150 Years (1985).
- Guest Artist - Music from the 16th and 17th Centuries (1986).

## Premios
- Jóvenes Conductores, OSPA, Porto Alegre, Brasil, 1983.
- Medalha de Honra ao Mérito, coralista, P. Alegre,

UFRGS, Brasil 1968. 
- Placa Comem. Guest Conductor, Purdue Symph. Orc., Lafayette, Indiana, EUA.